# 25087 Кадзтаніґуті
25087 Кадзтаніґуті (25087 Kaztaniguchi) — астероїд головного поясу, відкритий 14 вересня 1998 року.
Тіссеранів параметр щодо Юпітера — 3,377.